# Hjortasjön, Småland
Hjortasjön är en sjö på gränsen mellan Tingsryds kommun och Olofströms kommun på gränsen mellan Småland och Blekinge och ingår i Mörrumsåns huvudavrinningsområde. Sjön har en area på 0,0608 kvadratkilometer och ligger 135 meter över havet.

## Delavrinningsområde
Hjortasjön ingår i det delavrinningsområde (625850-142799) som SMHI kallar för Mynnar i Mörrumsån. Medelhöjden är 145 meter över havet och ytan är 30,27 kvadratkilometer. Det finns inga avrinningsområden uppströms utan avrinningsområdet är högsta punkten. Bjällerbäcken som avvattnar avrinningsområdet har biflödesordning 2, vilket innebär att vattnet flödar genom totalt 2 vattendrag innan det når havet efter 32 kilometer. Avrinningsområdet består mestadels av skog (67 procent) och öppen mark (11 procent). Avrinningsområdet har 0,75 kvadratkilometer vattenytor vilket ger det en sjöprocent på 2,5 procent. Bebyggelsen i området täcker en yta av 0,94 kvadratkilometer eller 3 procent av avrinningsområdet.